# Andor Deli

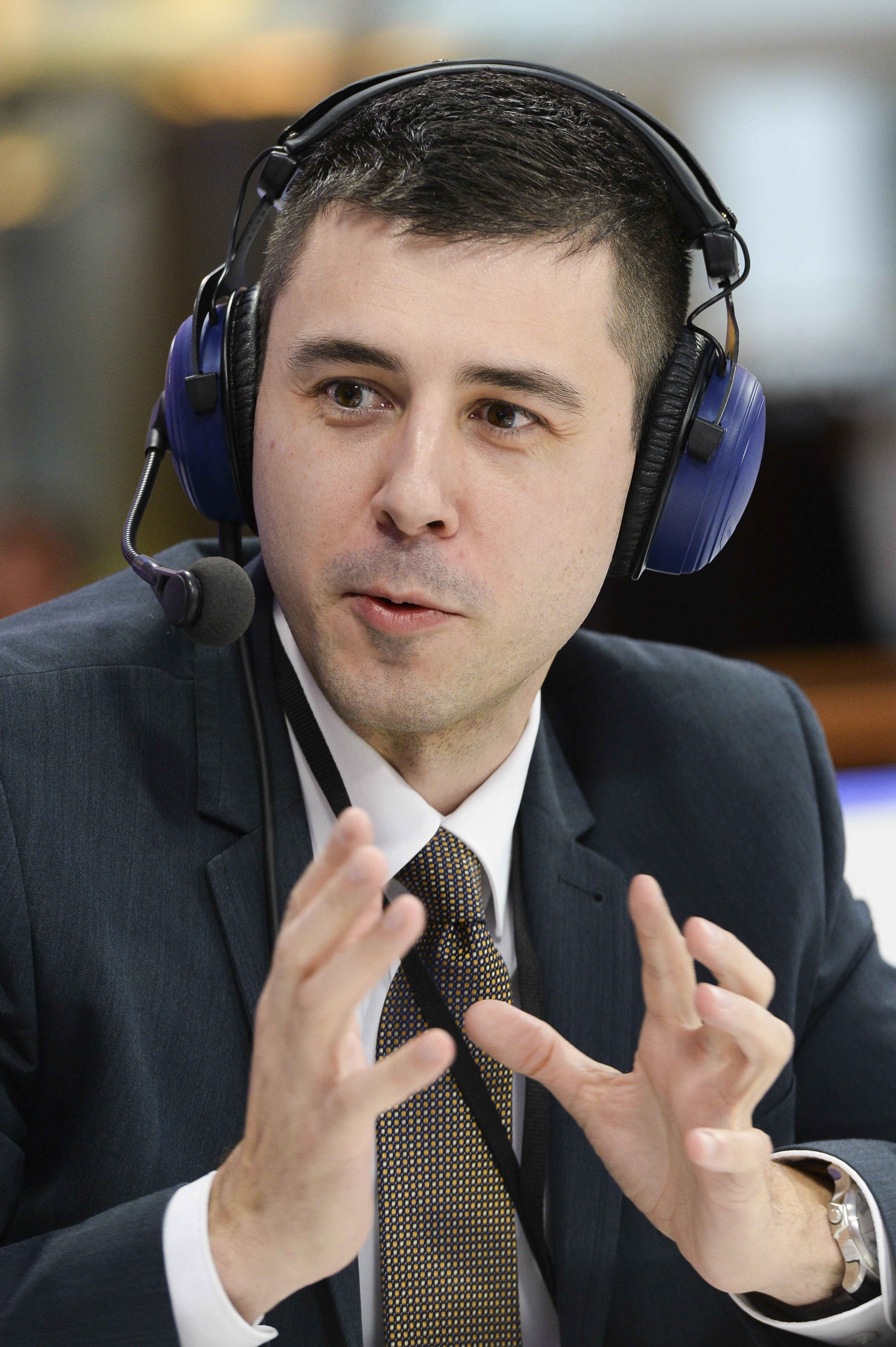
Andor Deli

Andor Deli (* 2. Mai 1977 in Óbecse)  ist ein ungarischer Politiker der Fidesz – Ungarischer Bürgerbund. Er ist seit 2014 Abgeordneter im Europäischen Parlament. Dort ist er Mitglied im Ausschuss für Verkehr und Fremdenverkehr und in der Delegation für den Parlamentarischen Stabilitäts- und Assoziationsausschuss EU-Serbien.